# Anne Chamberlain

Anne Chamberlain 1939

Anne de Vere Chamberlain geb. Cole (* 1883; † 12. Februar 1967) war die Frau des britischen Premierministers Neville Chamberlain. Als sie heirateten, war er ein erfolgreicher Geschäftsmann. Er verdankte es ihr, dass er in die Politik einstieg und es bis zum Premierminister brachte.

## Leben
Anne de Vere Cole wurde als Tochter von Major William Utting Cole, West Woodhay House, Berkshire, geboren. Ihre Mutter, Mary de Vere, war Irin und führte ihre Abstammung auf den John de Vere, 15th (1482–1540) zurück; sie erbte 1888 Issercleran, Craughwell, County Galway. Ihr Bruder war der bekannte Witzbold Horace de Vere Cole (1881–1936), der den Familiensitz irgendwann nach 1889 erbte; später gehörte er John Huston und dann Merv Griffin und ist heute als St. Cleran's House bekannt. Von Kindheit an liebte Anne das Reisen, ging jedes Jahr ins Ausland und reiste später als verheiratete Frau nach Kanada und Ostafrika. Im Januar 1911 heiratete sie Neville Chamberlain, mit dem sie bis zu dessen Tod im November 1940 verheiratet blieb.
Zum Zeitpunkt ihrer Heirat war ihr Mann, ein erfolgreicher Geschäftsmann, bereits 41 Jahre alt und hatte damit gerechnet, Junggeselle zu bleiben. Sie ermutigte und unterstützte seinen Einstieg in die Kommunalpolitik, und er wurde im November 1911 in den Stadtrat von Birmingham gewählt. Im Jahr 1914, kurz vor Ausbruch des Ersten Weltkriegs, wurde er zum Stadtrat ernannt und im folgenden Jahr zum Oberbürgermeister von Birmingham gewählt. Dies war der Beginn einer öffentlichen Karriere, in der Anne Chamberlain Nevilles ständige Begleiterin, Helferin und vertrauenswürdige Kollegin sein sollte und nach seiner Wahl zum Abgeordneten für die Birminghamer Wahlkreise Ladywood und Edgbaston seine Interessen im Wohnungsbau und anderen politischen und sozialen Aktivitäten voll und ganz teilte.

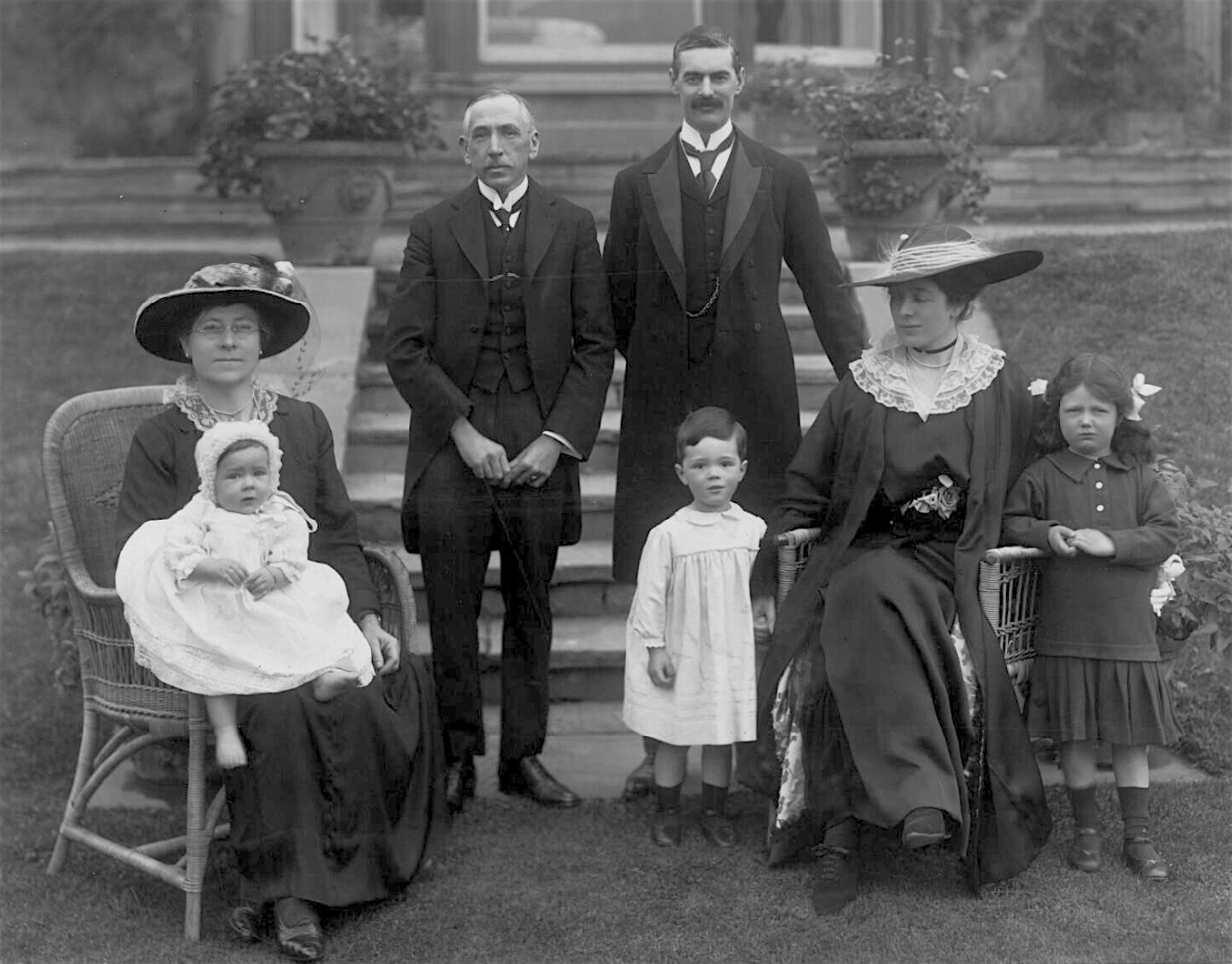
Links: Billy Hughes, Premierminister von Australien, mit seiner Frau Mary und Tochter Helen. Rechts: Neville Chamberlain, Oberbürgermeister von Birmingham, mit seiner Frau Anne, seinem Sohn Francis und seiner Tochter Dorothy, 1916

Das Paar hatte viele gemeinsame Vorlieben: die Liebe zur Musik und zur Kunst, zu Büchern und Blumen (in der Downing Street 10 legte sie eine helle Rabatte an, wo zuvor ein paar traurige Londoner Sträucher gestanden hatten) und vor allem zur Natur und zur Tierwelt. Sie begleitete ihn auf seinen Ausflügen in die Natur (wenn auch nicht immer die ganze Strecke, denn er war ein hervorragender Wanderer) und lernte viel von seinen Sammlungen und Studien von Lepidoptera (Schmetterlingen), Pflanzen und Vögeln.
In der Literatur bevorzugte sie Charles Dickens und William Makepeace Thackeray, und sie mochte vor allem Werke über Geschichte, Biographie und alte religiöse Riten. Auch die Archäologie war ein bleibendes Interesse; einer der Reize von Chequers (dem Landsitz des Premierministers) war für sie, dass es am Icknield Way lag.

In seiner Biographie schrieb Keith Feiling:
Über seine Schuld gegenüber seiner Frau sprach er oft in der Öffentlichkeit, und wie schon in Ladywood, so wiederholt er auch in einem Brief von 1937, als er Premierminister wurde: „Ich wäre niemals Premierminister geworden, wenn ich nicht Annie gehabt hätte, die mir geholfen hat.“
 Während sie in Edgbaston lebten, bekamen die Chamberlains zwei Kinder: Dorothy Ethel (1911–1994) und Francis Neville (1914–1965), der zwei Jahre vor seiner Mutter starb. Sie war mehr als 26 Jahre lang Witwe. Anne Chamberlain ist in der St. Peter’s Church in Harborne beigesetzt.

## Rezeption
Auf Anne wird in der beliebten Fernsehserie Downton Abbey Bezug genommen. In der letzten Staffel teilt Violet, Dowager Countess of Grantham, ihrem Sohn Robert mit, dass Annes Patenonkel ihr Ehemann war, und sie hofft, dass diese Verbindung dazu beitragen wird, Chamberlain als Gesundheitsminister davon zu überzeugen, das Anwesen zu besuchen und sich in einem Streit um ein örtliches Krankenhaus auf ihre Seite zu stellen.